# Jim Betts (homme politique)
Pour les articles homonymes, voir Jim Betts et Betts.
Jim Betts est un ancien membre de la Chambre des représentants de l'Ohio. Il s'est présenté contre le sénateur américain sortant John Glenn en 1980,. Il a perdu et s'est présenté en 1982 au poste de lieutenant-gouverneur.